# Леон де ла Роча, Бернандино де
Бернандино де Леон де ла Роча (исп. Bernardino de León de la Rocha; 1620, Бадахос, Эстремадура — 1675, Кориа, Эстремадура) — испанский религиозный деятель и инквизитор. Епископ Туи и Кории.

## Биография
Родился в семье главы города Бадахос. В 1645 году поступил в Старший колледж Куэнки, а через год получил степень бакалавра по каноническому праву в Университете Саламанки, которую годом позднее подтвердил в колледже. Закончив обучение, он занял пост прокурора инквизиции сначала в Льерене, а затем в Кордове, что позволило ему в 1650 году стать инквизитором. 13 марта 1654 года он был рукоположен в сан священника. Прослужив несколько лет инквизитором в Севилье и Льерене, он 17 марта 1669 год был назначен Епископом Туи. Осенью 1673 года он был назначен Епископом Кории.